# 北川亜矢子
北川 亜矢子（きたがわ あやこ、1980年4月24日 - ）は、日本の脚本家。2015年からスターダストピクチャーズに所属していた。

## 略歴
兵庫県姫路市出身、賢明女子学院46期生、宝塚造形芸術大学造形学科卒業。デザイン会社勤務を経て岩井俊二に師事、スタッフとして頭角を現し、2009年以降ショートフィルムやネットドラマの脚本を手掛ける。2011年よりテレビドラマの脚本を手掛け、2015年の『女くどき飯』では単独で全話を担当。
映像作品の脚本以外にも、舞台劇やドラマノベライズ、映画原作等、活動の幅を広げている。

## 主な作品

### テレビドラマ
- 怪盗ロワイヤル（2011年10月 - 12月、TBSテレビ）
- 撮らないで下さい!!グラビアアイドル裏物語（2012年1月 - 4月、テレビ東京）
- 世にも奇妙な物語 2012年 秋の特別編「蛇口」（2012年10月、フジテレビ）
- たべるダケ（2013年7月 - 9月、テレビ東京）[2]
- ショムニ2013（2013年8月、フジテレビ）
- 世にも奇妙な物語 2013年 秋の特別編「0.03フレームの女」（2013年10月、フジテレビ）[3]
- おふこうさん（2014年1月 - 2月、NHK BSプレミアム）[4]
- 女くどき飯（2015年1月 - 3月、MBSテレビ）[5]
  - 女くどき飯 Season2（2016年1月 - 3月）
- 監獄学園（2015年10月 - 12月、MBSテレビ）[6]
- ホクサイと飯さえあれば（2017年1月 - 3月、MBSテレビ）[7]
- わたしに××しなさい!（2018年3月 - 4月、MBSテレビ）
- 〜両親ラブストーリー〜 オヤコイ（2018年 - 2020年、日本テレビ）
- ゆるキャン△（2020年1月 - 3月、テレビ東京）
  - ゆるキャン△スペシャル（2021年3月）
  - ゆるキャン△2（2021年4月 - 6月）
- 完全に詰んだイチ子はもうカリスマになるしかないの（2022年11月 - 12月、テレビ東京）
- 自転車屋さんの高橋くん（2022年11月 - 12月、テレビ東京）
- マイ・セカンド・アオハル（2023年10月 - 12月、TBSテレビ）
- ふたりソロキャンプ（2025年1月 - 2月、TOKYO MX）

### 映画
- シネマの天使（2015年9月、脚本協力）
- アニバーサリー『#地上 300m のタダオ』（2016年、脚本）
- 真白の恋（2017年2月公開、原作・脚本）[8]
- わたしに××しなさい!（2018年、脚本）
- 鯉のはなシアター（2018年、脚本）
- もみの家（2020年、脚本）
- 【推しの子】 The Final Act （2024年、脚本）

### ショートフィルム
- THE GAME ～Boy's film show～（2009年12月、アミューズソフトエンタテインメント）
- THE GAME ～Boy's film show2010～（2010年12月、アミューズソフトエンタテインメント）
- 劇団ユニット・類類『厄年、目くそ鼻くそを笑う』（2014年9月）

### WEBドラマ
- 夏休みの恋人～フィルムの中の彼と彼～（2009年8月、アットムービー）
- 恋ばな～スイカと絆創膏～（2009年、LISMO）
- 春休みの恋人（2011年3月、フジテレビ）
- ラブコンシェル（2013年1月、NOTTV）
- ドーリィ♪カノン（2013年7月 - 2014年4月、小学館・ちゃおちゃおTV!）
- EXILEになりたい男（2014年4月、NOTTV）
- 10日間で運命の恋人を見つける方法（2014年4月 - 5月、BeeTV）
- 東京ラブストーリー（2020年4月、FOD）
- リコハイ!!（2021年4月 - 6月、Paravi）
- 【推しの子】（2024年11月、Amazon Prime Video）

### WEBムービー
- スターバックス×LINEギフト「ホワイトデー編」（2018年）
- スターバックス×LINEギフト「バレンタイン編」（2018年）
- オルビス『U時間』「母の優しさ編」「上司の優しさ編」「仲間の優しさ編」「彼の優しさ編」（2018年）
- オルビス『U時間』「夫の優しさ編」「友人の優しさ編」（2017年）
- 損保ジャパン「off!」（2017）

### 舞台
- 劇団プレステージ第三回公演「ゼツボー荘より愛を込めて」（2011年）
- ジェネレーション・ギャップ番外公演『思い出すのはマリの事。』（2012年4月、大関真・大竹浩一）
- [類類]Vol.2『ワルイオンナ』（2012年9月、演劇ユニット類類）
- 村上尚子引退公演『辞めるまでにしたい10くらいのこと ～考えてみたけど10もなかった～』（2012年12月、劇団SET ミレニアムズ）
- 第9回公演『WORLD'S ENDのGIRLFRIEND』（2015年2月、劇団プレステージ）[9]
- 番外公演『ゼツボー荘より愛を込めて～ぶち壊す!!!!!』（2015年4月、劇団プレステージ）
- [類類]Vol.4『半狂乱。』（2015年9月、演劇ユニット類類×ニッチェ）
- ロックミュージカルプロジェクト「ONE LOVE」（2017年）
- Ret Print「半狂乱。～女どもよ、ぬけぬけと踊れ～」（2017年）（再演）

### ノベライズ
- ドーリィ♪カノン カノン誕生（2013年12月、小学館ジュニア文庫）
- ドーリィ♪カノン 未来は僕らの手の中（2014年5月、小学館ジュニア文庫）
- ドーリィ♪カノン～ヒミツのライブ大作戦～（2014年12月、小学館ジュニア文庫）

### ゲーム
- 胸キュン☆彼はアイドル（2011年、企画・脚本、GREE・Mobage）
- 三十路はつらいよ（2012年、企画・プロデュース、Mobage）

### DVD
- 戸谷公人 1st DVD「Monopolize」（2010年3月、監督・脚本・編集）

### ドキュメンタリー
- DOCUMENTARY of AKB48 to be continued 10年後、少女たちは今の自分に何を思うのだろう? （2011年1月、取材）[10]

### プラネタリウム
- コニカミノルタプラネタリウム満天 in Sunshine City「Tokyo Midnight Groove」（2019年〜2020年、脚本）[11][12]